# Personnages de Community

Cet article présente les personnages de la série américaine Community, créée par Dan Harmon.
La série met en scène sept étudiants du Greendale Community College qui forment un groupe d'étude : Jeff Winger (Joel McHale), Britta Perry (Gillian Jacobs), Abed Nadir (Danny Pudi), Shirley Bennett (Yvette Nicole Brown), Annie Edison (Alison Brie), Troy Barnes (Donald Glover) et Pierce Hawthorne (Chevy Chase).
Les Community College américains ont la réputation d'être des facultés de seconde zone : dans la série, tous les étudiants sont des ratés, alors que Greendale tente sans succès d'apparaître comme une université respectable. On retrouve aussi plusieurs personnages récurrents qui sont d'autres étudiants ou encore les professeurs de Greendale, comme Ben Chang (Ken Jeong), le professeur d'espagnol fou, ainsi que le doyen de l'université, Craig Pelton (Jim Rash).

## Personnages principaux

### Jeff Winger

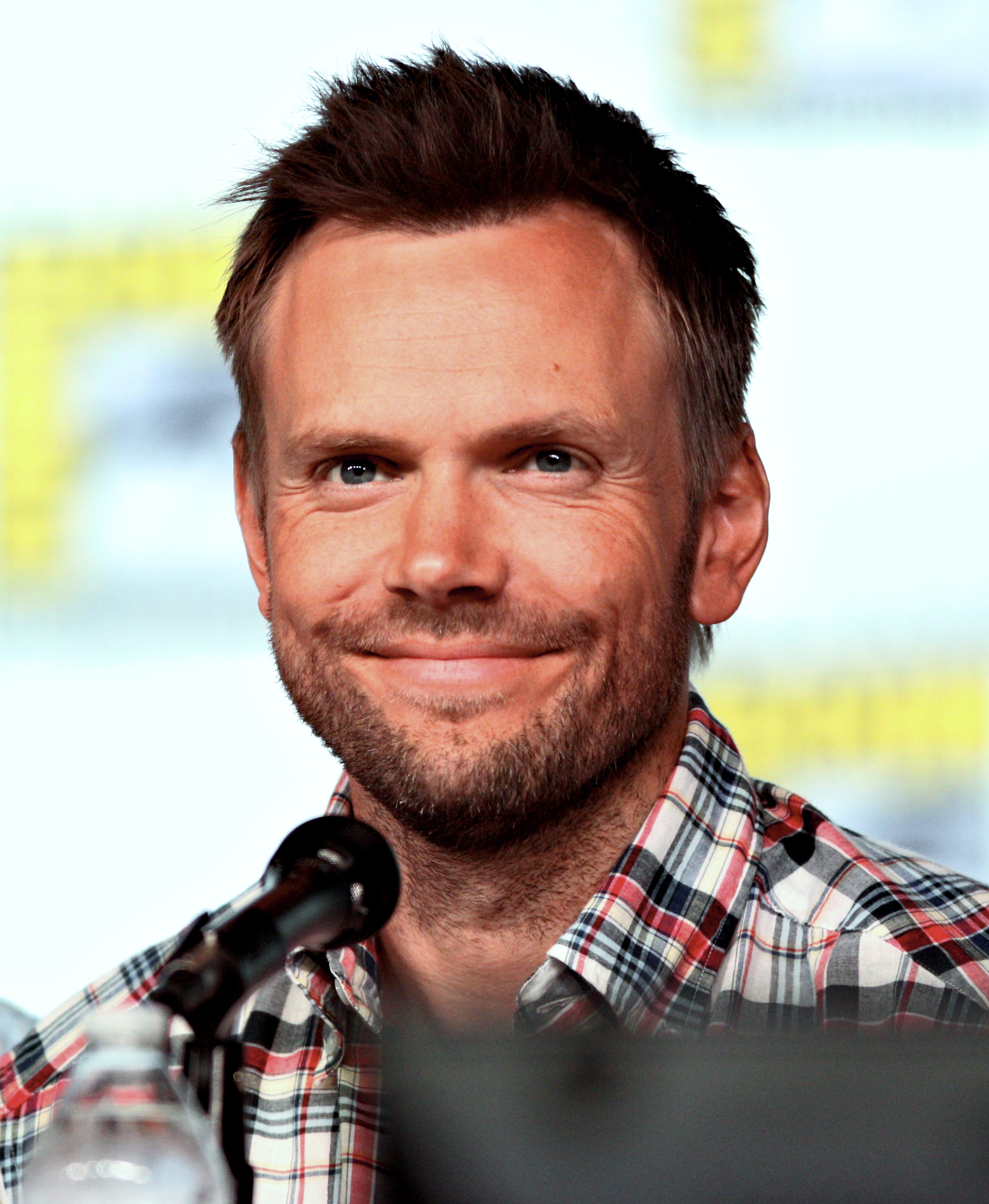
Joel McHale

Jeffrey « Jeff » Winger (Joel McHale), 33 ans au début de la série, était avocat avant que l'association du barreau du Colorado (Colorado Bar Association) ne soit informé par un mail anonyme que son diplôme de l'université Columbia venait en fait de Colombie (Columbia en anglais). Il passe donc un accord avec la Cour en retournant à l'université pour éviter d'être radié du barreau. Il choisit l'Université communautaire de Greendale dans l'espoir être diplômé rapidement et sans effort. Le groupe d'étude découvre, dans la saison 2, que c'est un collègue de Jeff, Allan (dit « Sunday »), qui l'a dénoncé. 
Dans l'épisode pilote, Jeff forme un groupe d'étude parce qu'il est attiré par Britta, espérant ainsi gagner ses faveurs. Sa relation avec Britta peut être considéré comme un fil rouge de la série, bien que Jeff ait une aventure avec quelques autres femmes, dont l'un de ses professeurs, Michelle Slater (Lauren Stamile). Il a aussi une attitude ambiguë envers Annie, bien plus jeune que lui, et tous les deux s'embrassent à deux reprises. 
Râleur et désinvolte, Jeff est continuellement sarcastique et souffre occasionnellement d'accès de rage irrationnels. Il montre souvent beaucoup moins d'enthousiasme pour les activités proposées par Greendale que les autres membres du groupe. Au début de la série, Jeff est manipulateur et égocentrique, mais il s'adoucit au fil des épisodes et défend peu à peu ses amis. Il montre ainsi de plus en plus de tolérance pour le point de vue des autres membres du groupe, comme l'indique par exemple sa décision durant la saison 2 de laisser Pierce croire en son culte, bien que celui-ci soit totalement ridicule. Il aime être en position de supériorité (voire d'autorité) et agit souvent en tant que leader du groupe. Les autres membres du groupe semblent lui donner un rôle patriarcal, mis à part Pierce qui insulte Jeff dès qu'il le peut. Jeff a choisi cette attitude après avoir grandi seul avec sa mère (son père, William, l'a abandonné quand il avait huit ans et a refait sa vie avec une autre femme dont il a eu un fils, Will Jr.) puis été martyrisé dans son enfance par une fille plus âgée qui l'a humilié en public lors d'un partie de baby-foot ; il découvre dans la saison 3 qu'il s'agissait de Shirley.
En tant qu'ancien avocat, il a un caractère très impérieux et charismatique, ce qui fait que de nombreux personnages de la série tels le doyen Craig Pelton ou Señor Chang sollicitent son aide. Cette personnalité l'amène à rejoindre le club de débat et le groupe de chorale de l'université, éditer le journal du campus ou encore aider Chang dans sa vie professionnelle et sentimentale. Il est de nature compétitive, ce qui fait qu'il n'accepte pas d'être médiocre, comme en cours de poterie ou de billard. Il tire une grande fierté de ses cheveux impeccablement mal peignés, et maintient le mystère sur la façon dont il arrive à les arranger comme s'il sortait du lit. Jeff semble également éprouver une certaine insécurité et du ressentiment envers son père qui l'a abandonné.

### Britta Perry

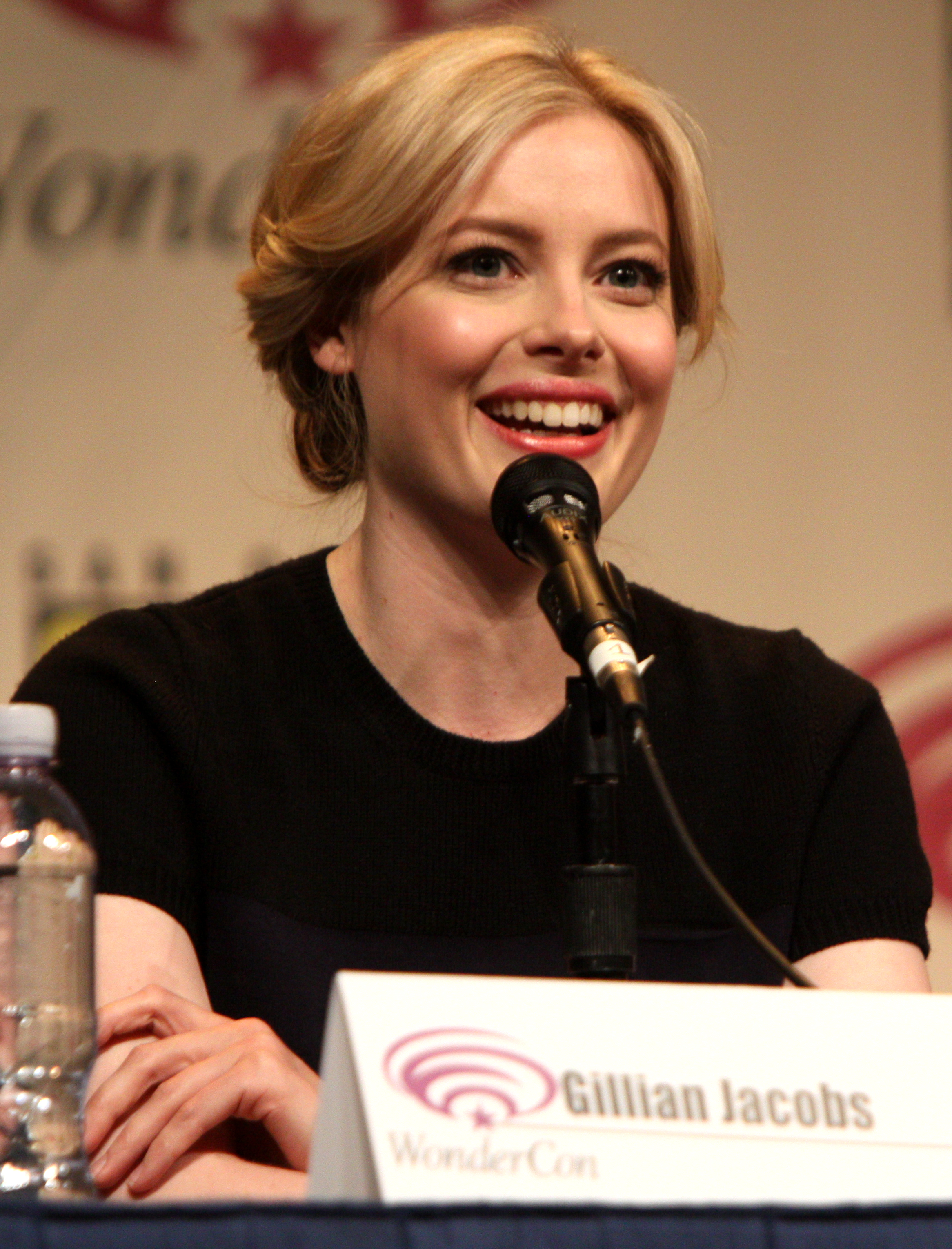
Gillian Jacobs

Britta Perry (Gillian Jacobs), 29 ans au début de la série, a décidé d'arrêter ses études parce qu'elle pensait que ça impressionnerait Radiohead. D'origine suédoise, elle rejoint un groupe anarchiste qui vandalisait les panneaux publicitaires (les Anarchist Billboard Vandals) après avoir arrêté le lycée. Après s'être fait virée de ce groupe grâce à un procédé de vote démocratico-anarchiste, elle rejoint les Corps de la Paix (Peace Corps), participe à plusieurs manifestations, dont Seattle en 1999 où elle est fière de dire qu'elle a été gazée, puis prend de longues vacances en Afrique.
Réalisant qu'elle avait besoin de faire quelque chose de sa vie, elle reprit le chemin des études en s'inscrivant à Greendale après avoir passé son GED d'équivalence. En raison de son passé d'activiste politique, elle est naturellement interpellée et fait preuve d'une empathie socio-politique irrationnelle pour les étudiants qui servent de boucs émissaires au groupe d'étude. Elle refuse par exemple de dire si une personne est blanche ou noire « parce qu'[elle n'est] pas raciste ». Au début de la saison 3, elle s'engage dans la voie des études de psychologie et aspire à devenir thérapeute, une carrière que les membres du groupe prennent avec une attitude extrêmement sceptique. Il semble également que Britta ait vécu une expérience traumatique inexpliquée dans son enfance pendant une fête d'anniversaire, impliquant un homme avec un costume de dinosaure.
Britta est souvent la voix de la raison au sein du groupe, son avis est suivi notamment par les filles, bien qu'elle soit souvent raillée tant pour son accent de la côte Est ou le fait qu'elle soit végétarienne, que pour son code moral rigide ou des sensibilités progressistes, qui la renvoient souvent à ses propres contradictions. Sa culture non conventionnelle l'empêche de jouer le rôle archétypique du leader féminin, de même qu'elle est réticente à participer aux activités permettant de développer les liens entre les femmes du groupe, ce qui crée une certaine distance entre elles. Appréciée par le groupe qui ne remet pas en question son appartenance à celui-ci, elle est souvent traitée de rabat-joie (buzzkill) et de personne la moins « fun » du groupe, ce qu'elle refuse d'admettre et tente de contredire en se forçant à faire des blagues qu'elle seule trouve drôles. Elle est très libertaire et moderne d'esprit, ce qui fait que Pierce la croit souvent lesbienne.
Les membres du groupe d'étude commencent rapidement à utiliser un verbe dérivé de Britta (brittatiser) pour signifier un échec, alors que son personnage échoue régulièrement à diverses activités, comme le chant, les cours, ou des interventions politiques malheureuses. En tant qu'étudiante, elle a du mal à faire face aux exigences financières de la vie quotidienne, et elle essaye alors un boulot de serveuse dans un diner, où le manager la déteste, elle ne gagne pas de pourboire et d'où elle est finalement virée. À la surprise de beaucoup de ses amis, elle semble avoir des talents non assumés pour l'organisation des festivités. Il semble que Britta ait choisi l'activisme pour ne pas suivre la voie de sa mère et sa grand-mère, talentueuses organisatrices de mariages, carrière que Britta trouve trop sexiste. Abed, la conscience méta de la série, s'intéresse souvent au personnage de Britta dans ses essais cinématographiques ou expériences : il la représente comme un robot et observe que les gens « peuvent être rebutés par son visage inepte de mannequin et sa sévérité à la Jodie Foster ». À la fin de la saison 3, elle s'oriente vers des études de psychologie pour devenir thérapeute, et son premier cas d'étude est Abed.
Bien que Britta s'efforce de montrer qu'elle ne s'intéresse pas du tout à Jeff, certains épisodes montrent qu'elle éprouve des sentiments (ou un simple désir sexuel) pour lui. Elle couche avec lui à plusieurs reprises, et s'engage dans une démonstration d'« amour » pour Jeff, qu'elle avoue, à la fin, n'avoir été qu'un prétexte à être en compétition pour le titre de femelle dominante avec le Professeur Slater. Jeff et Britta aiment se considérer comme les parents du groupe et prétendent savoir ce qui est le mieux pour leurs amis, bien qu'ils comprennent dans l'épisode du 21e anniversaire de Troy qu'ils sont tout simplement aussi bêtes les uns que les autres. Quand Abed révélera leur aventure lors de la saison 2, le fait que celle-ci ne soit plus secrète ruine son intérêt pour eux deux. Dans la saison 3, une attraction naît entre Troy et Britta, et ils ont commencé une relation au début de la saison 4.

### Abed Nadir

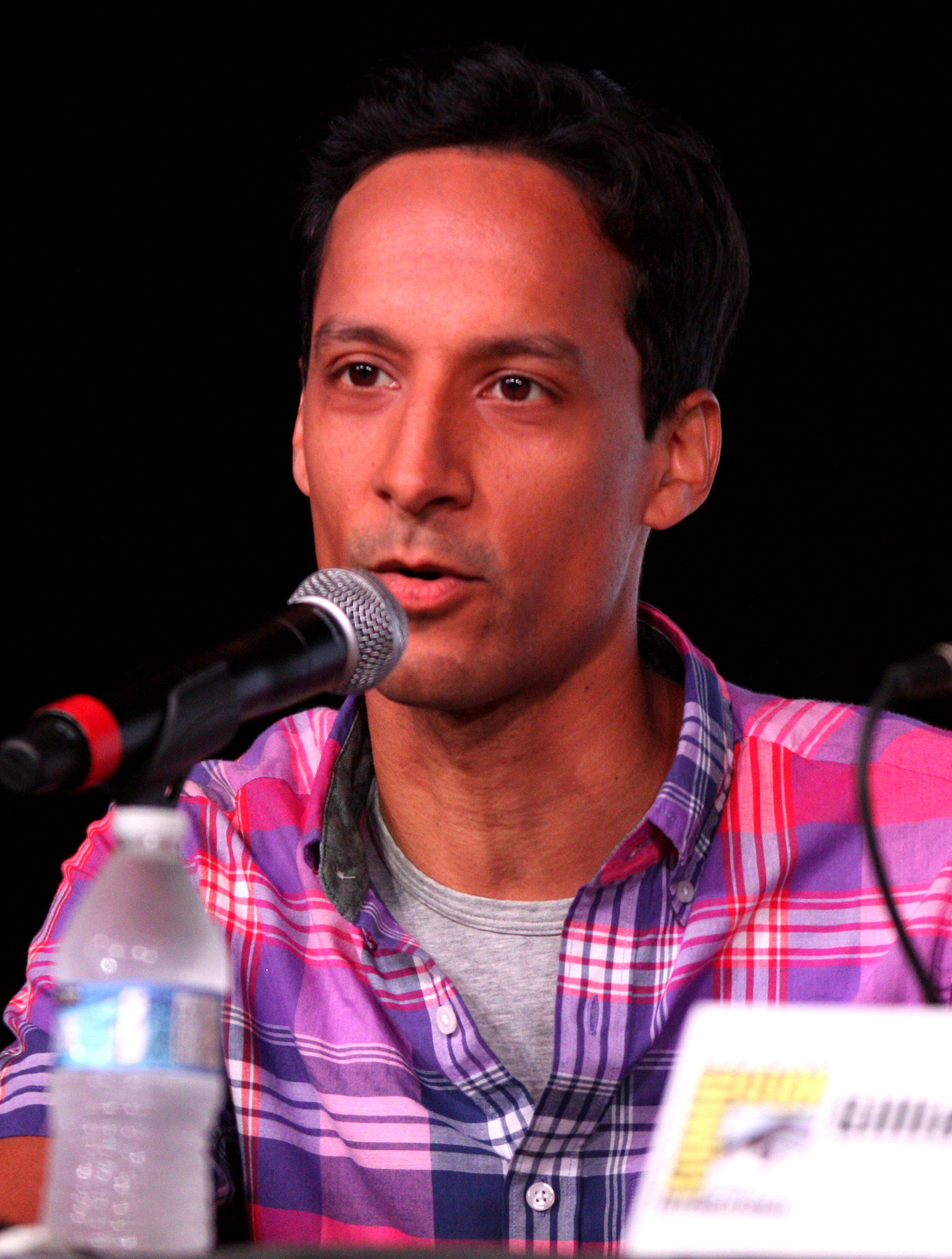
Danny Pudi

Abed Nadir (Danny Pudi) est officiellement à Greendale pour suivre des cours de management dans le but de diriger le stand de falafels de son père, un immigré palestinien, mais il profite des aventures du groupe pour assouvir sa passion pour le cinéma, les séries télés et la culture populaire en général. En effet, il rêve de devenir réalisateur et conçoit avec Troy des films et des mini-séries portant sur la vie à Greendale (Troy & Abed in the morning par exemple, une parodie d'émission matinale) ou encore des courts-métrages de science-fiction. Depuis que Britta l'a encouragé à développer cette passion, les falafels deviennent son plan de secours.
Bien qu'il ait beaucoup de sympathie pour ses nouveaux amis, Abed parle avec un ton détaché, sans émotion et avec beaucoup de franchise, comme s'il ne filtrait pas ses pensées, et est défini par le groupe d'étude comme ayant un syndrome d'Asperger au cours du premier épisode. Malgré son drôle de comportement en société, Abed parvient à acquérir une certaine popularité, surtout auprès des filles, grâce à sa capacité à comparer sa vie et son attitude à celle des personnages des films et séries télé. Ce talent lui permet de commenter l'évolution des intrigues entre les personnages en utilisant ses références, il peut même parfois prédire ce qu'il va se passer. Abed va souvent mettre la série en abime, en prévoyant par exemple un épisode en huis clos. Ce don lui permet aussi de percer à nu n'importe qui, il va donc aider ses amis à exprimer leurs sentiments profonds. Il possède aussi des talents cachés comme le fait d'être étonnamment meilleur que Troy dans n'importe quel sport, bien que Abed ne semble y accorder aucune importance.
Troy et Abed partagent une amitié très profonde que les autres membres du groupe ne comprennent pas toujours, ceux-ci commentent parfois leur « étrange petite relation » avec méfiance. La séquence finale de chaque épisode montre la plupart du temps Troy et Abed se mettant eux-mêmes en scène lors de parodies de shows télévisés. Abed heurte la sensibilité de Troy lorsqu'il refuse à la fin de la saison 1 de devenir son colocataire, mais il explique ensuite qu'il ne voulait pas que la proximité ruine leur amitié. Ils emménagent ensemble dans la saison 3, puis accueillent Annie plus tard.

### Shirley Bennett

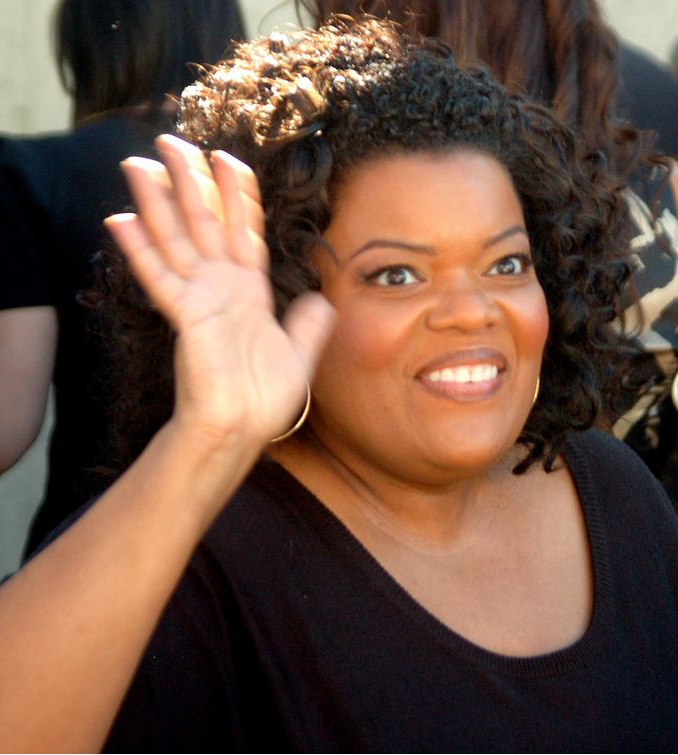
Yvette Nicole Brown

Shirley Bennett (Yvette Nicole Brown) est mère de deux enfants (elle est enceinte pendant la saison 2). Étant récemment divorcée, elle reprend des études à Greendale dans le but de lancer sa propre entreprise de brownies. Elle est une fervente chrétienne. Elle est la plupart du temps très gentille mais elle a aussi parfois du mal à maîtriser sa colère et ragote de manière quasi-compulsive. Elle est fière d'être une mère de famille afro-américaine mais elle préfère ne pas être définie par ces seules caractéristiques. Elle est amicale avec tout le monde mais elle a du mal à garder les secrets de ses amis.
Shirley a mis beaucoup de temps à montrer de la tolérance pour les différentes confessions de ses amis (Abed est musulman, Troy est témoin de Jéhovah, Annie est juive, Britta est athée, Jeff est agnostique et Pierce appartient à une secte, le « néo-bouddhisme réformé ») puisqu'elle a essayé entre autres de baptiser Annie en prétendant l'accompagner à la piscine. Elle est plus particulièrement amie avec Britta et Annie. Elle est souvent en colère contre Pierce à cause de sa tendance à dire des choses racistes sans s'en rendre compte.
Pendant la saison 2, lors de la soirée de Halloween où tous les étudiants avaient pris par inadvertance de la drogue, elle couche avec Chang. Elle découvre peu après qu'elle est enceinte, mais ayant récemment renoué avec son ex-mari, elle ignore jusqu'à la naissance qui est le père (c'est son ex-mari). Shirley monte par la suite un projet de sandwicherie au sein de Greendale, que le doyen offre à Subway dans la saison 3 avant qu'ils ne ferment et ne proposent à Shirley de tenir le nouveau stand, financé par Pierce et géré légalement par Jeff, qui a les connaissances juridiques.

### Annie Edison

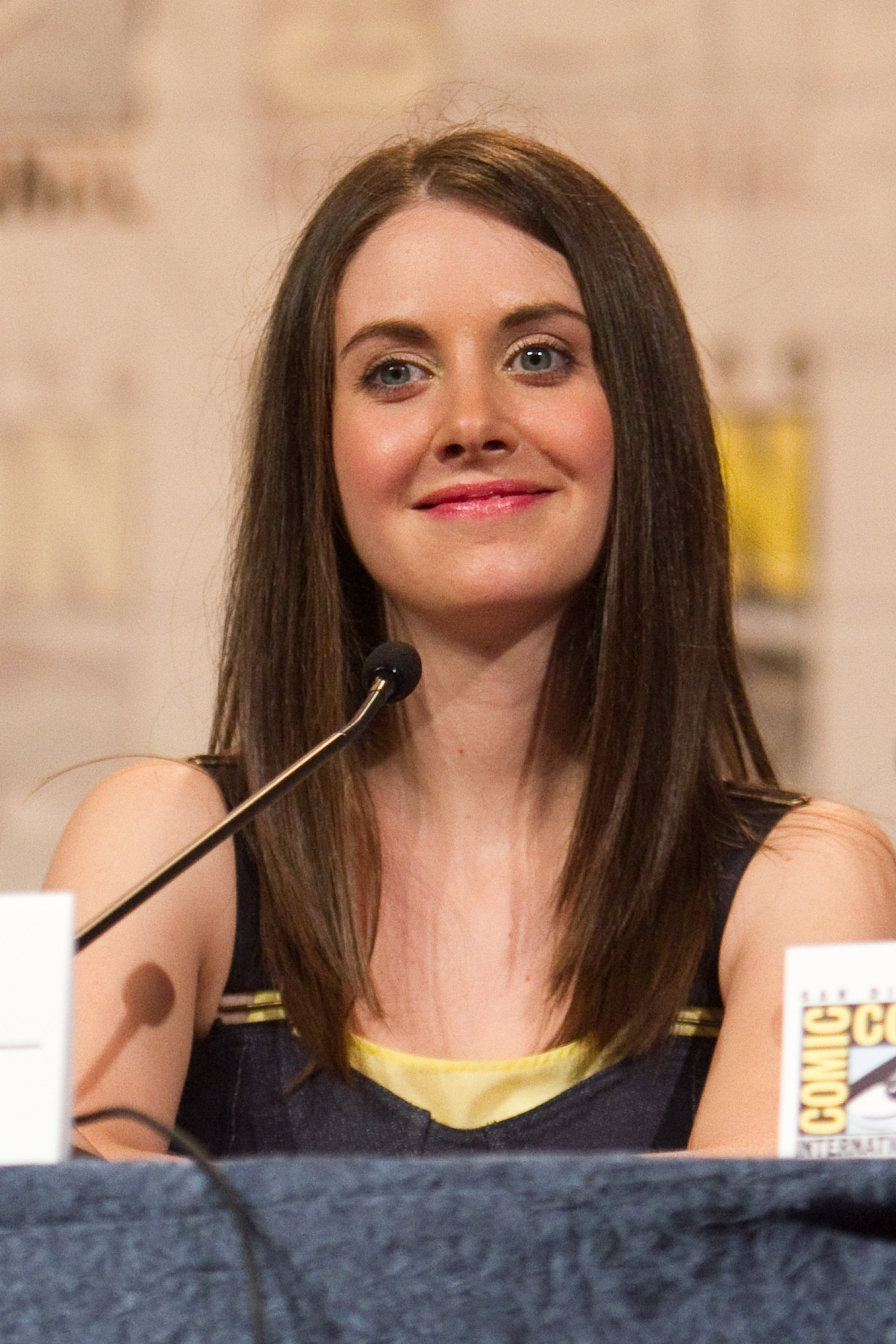
Alison Brie

Annie Edison (Alison Brie) a raté ses études à cause de son addiction à l'Adderall. Elle est depuis allée en cure de désintoxication avant d'intégrer Greendale mais elle reste totalement coupée de sa famille. Elle est très naïve et parfois un peu coincée par rapport aux autres membres du groupe, puisqu'elle s'est elle-même surnommée « Irony-free Annie » (Annie-sans-ironie).
Bien qu'étant le plus jeune membre du groupe (elle a 18 ans au début de la série), Annie est de loin la plus studieuse et sérieuse. Elle a un véritable don pour faire culpabiliser les gens en utilisant sa « Disney face ». Elle est toujours enthousiasmée par les activités proposées par l'école, aussi ridicules soient-elles ; elle est même souvent à l'origine d'événements caritatifs ou autres. Elle écrit pour le journal de la faculté et fait partie tout comme Jeff de l'équipe de débat. Elle prend la cohésion du groupe d'étude très au sérieux puisqu'elle va jusqu'à faire virer le professeur Chang pour que ses amis acceptent de faire de l'espagnol avec elle. On devine qu'Annie sort d'une adolescence complexée, c'est pourquoi elle mise autant sur ce nouveau cercle d'amis et aussi pourquoi elle semble toujours aussi peu sûre d'elle car, comme souligné par Jeff, elle n'est « devenue canon qu’après avoir terminé le lycée », ce à quoi Troy, camarade distant depuis des temps antérieurs à cette transformation, ne peut qu'acquiescer.
Annie était dans le même lycée que Troy. Elle était secrètement amoureuse de lui mais en tant que jeune fille dépressive et coincée elle n'a jamais pu s'adresser à Troy, qui était le garçon le plus populaire du lycée. Elle a aussi un petit flirt avec Jeff, qui s'arrête quand Abed dévoile la relation de Jeff et Britta. Cette relation semble complètement terminée car Jeff a des scrupules compte tenu de leur différence d'âge. Totalement indépendante au début de la série depuis qu'elle s'est fâchée avec sa famille, elle connait de grandes difficultés financières et vit dans un quartier mal famé dans un appartement dont tout le mobilier a été récupéré ; Pierce lui donne de l'argent avant qu'elle ne déménage chez Troy et Abed.

### Troy Barnes

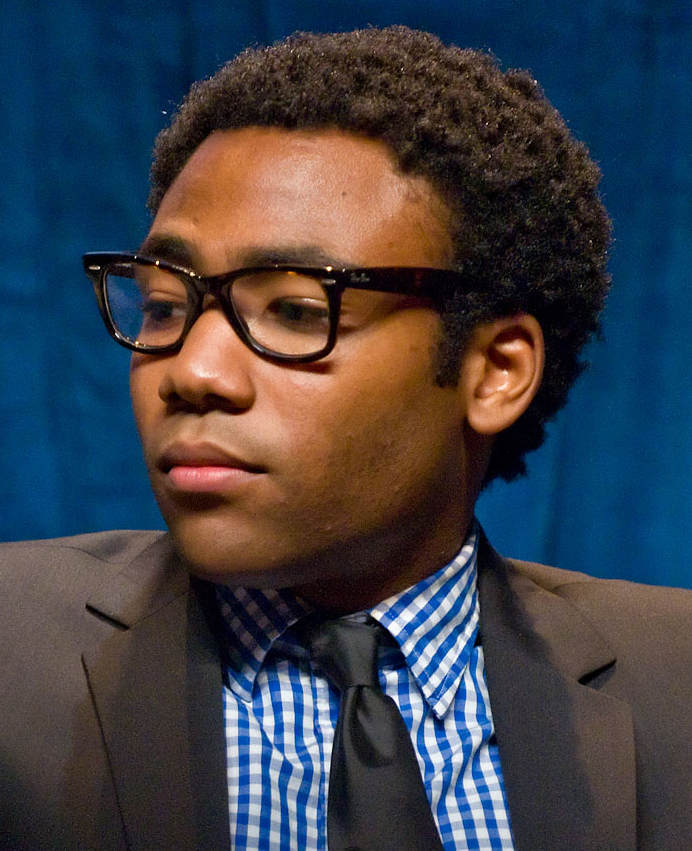
Donald Glover

Troy Barnes (Donald Glover) est une ancienne star du football au lycée. Il étudie à Greendale car il s'est blessé après avoir essayé de faire un saut périlleux du haut d'un fût de bière, ce qui lui a coûté sa carrière de footballeur professionnel. Il révèle plus tard que la blessure était volontaire car il se sentait incapable de supporter la pression qu'engendre une telle carrière. Il joue tout de même en tant que quarterback pour les « Nonathletic Greendale Human Beings » (les Êtres Humains non professionnels de Greendale), une équipe minable, car il préfère jouer seulement pour s'amuser. Le personnage de Troy a évolué au cours des deux premières saisons : il est passé d'égoïste, frimeur et arrogant à un nerd gentil et un peu idiot. Troy est témoin de Jéhovah.
Troy devient vite le meilleur ami d'Abed car ils partagent le même sens de l'humour. Ils sont presque toujours ensemble à Greendale, et chaque épisode ou presque finit par une de leurs blagues. Grâce à Abed, Troy accepte rapidement d'être un nerd et non plus le roi du bal de promo. Il a déjà laissé tomber une fille canon juste parce qu'elle trouvait Abed bizarre, il est aussi jaloux quand il a l'impression que Jeff lui prend sa place de meilleur ami d'Abed. Après avoir cohabité avec Pierce dans son manoir pendant leur deuxième année, Troy et Abed emménagent ensemble dans la saison 3 et créent un appartement où tout est pensé sur leurs jeux complices.
Troy montre quelques signes d'attirance pour Annie, mais dans la saison 2 il affirme que ça ne le « dérangerait pas d'être avec Britta » ; ils se fréquentent à partir de la saison 4. Bien qu'il essaye de le cacher, il est étonnement doué en plomberie (talent qui devient la toile de fond de la saison 3). Il a aussi un talent pour la danse, ce qui contraste avec son image de footballeur. Il peut se montrer borné, il croit par exemple qu'il n'y a que des chiens mâles et des chats femelles. Son idole est LeVar Burton, un célèbre acteur américain, mais il est tombé en syncope lorsque celui-ci vint le rencontrer. Troy a vécu chez Pierce durant l'été séparant ses deux premières années à Greendale, correspondant aux deux premières saisons de la série. Il a créé un compte Twitter intitulé « @oldwhitemansays » où il poste tout ce que dit Pierce de drôle sans s'en rendre compte. Pierce a d'abord été en colère puis il suivit l'idée quand il apprit que le compte avait 600 000 followers. Troy ressent souvent le besoin de répéter que Shirley n'est pas sa mère, mais les deux personnages ont tout de même une certaine complicité.

### Pierce Hawthorne

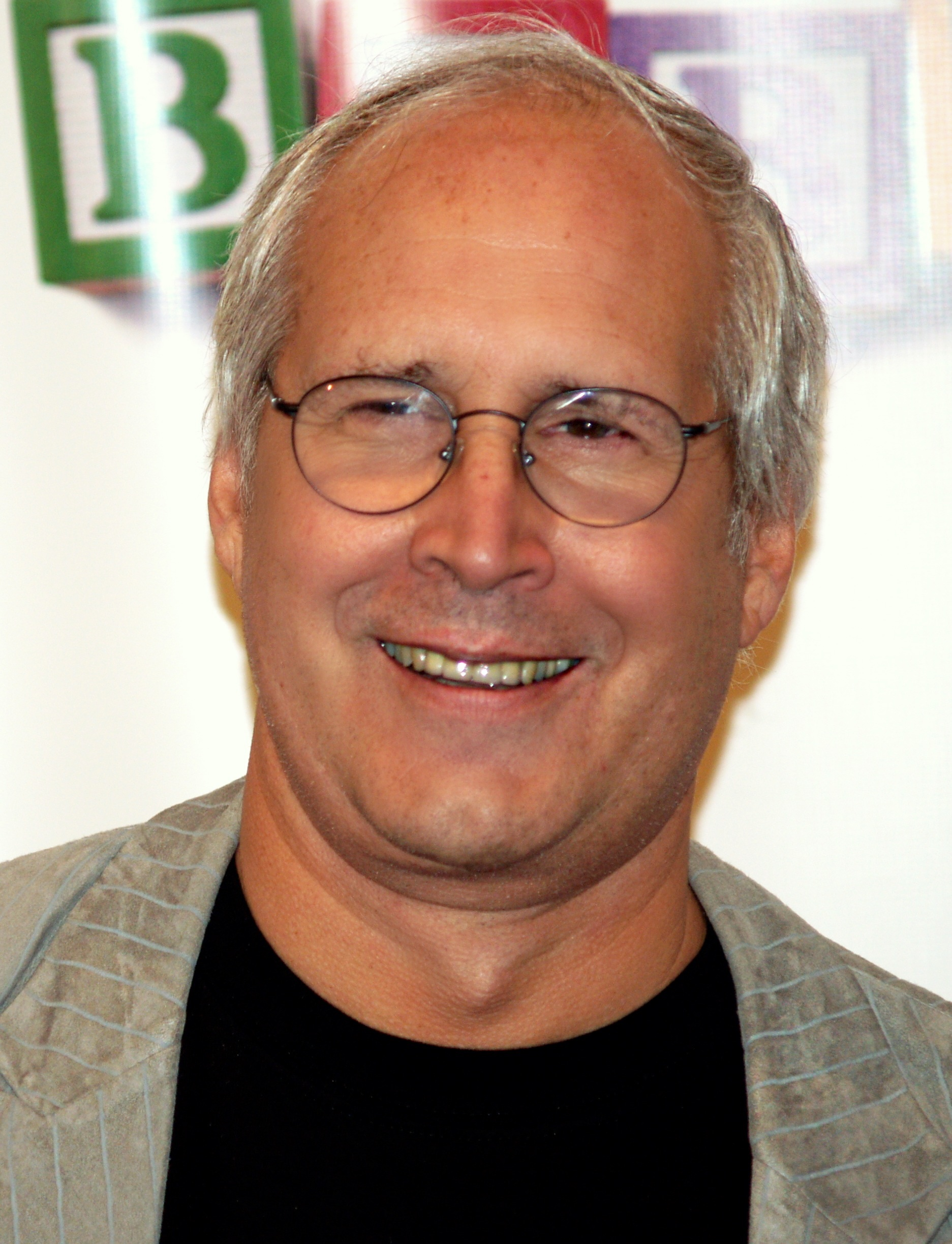
Chevy Chase

Pierce Hawthorne (Chevy Chase) est un magnat de la lingette à la retraite. Il est à Greendale pour avoir de la compagnie et tenter d'être populaire. Il prétend être globe-trotter, magicien, claviériste et hypnotiseur, et se considère comme une personne de qualité. Comme Pierce est de loin le plus vieux de la bande (il a 61 ans dans la saison 1), il est souvent désorienté par la culture des jeunes, bien qu'il fasse mine de la comprendre. Il a pour habitude d'utiliser sans le savoir des stéréotypes sexistes et racistes du fait de son âge, il peut donc être très offensant mais ce n'est la plupart du temps pas intentionnel. Ces remarques sont souvent adressées à Shirley : Pierce la confond souvent avec n'importe quelle autre femme noire. Il suspecte fortement Abed d'être un terroriste car celui-ci est musulman, et il est persuadé que Britta est lesbienne du fait de ses idées féministes et de son style vestimentaire. Pierce essaie souvent de déstabiliser Jeff en l'insultant pour avoir l'air plus cool que lui, bien que chacune de ses tentatives échoue.
Bien qu'ayant parfois des propos antisémites, Pierce mentionne souvent Annie comme étant sa préférée dans le groupe. Il a aussi tenté de prendre Troy sous son aile en le logeant dans son manoir, mais cette idée tenait moins de l'amitié que de l'envie d'être utile et populaire. Mais malgré son excentricité, Pierce peut aussi surprendre ses amis en donnant des conseils avisés quand ceux-ci en ont vraiment besoin, grâce à son expérience de la vie. En effet, il a été marié et divorcé sept fois, a eu trente-deux « ex-enfants » (les enfants de ses ex-femmes). Il se considère comme un « néo-bouddhiste réformé », mais ce terme cache en fait une secte grotesque. Après que Pierce a été odieux dans la saison 2, le groupe d'étude décide de prendre ses distances avec lui mais tous se réconcilient au cours de la saison 3.

### Ben Chang

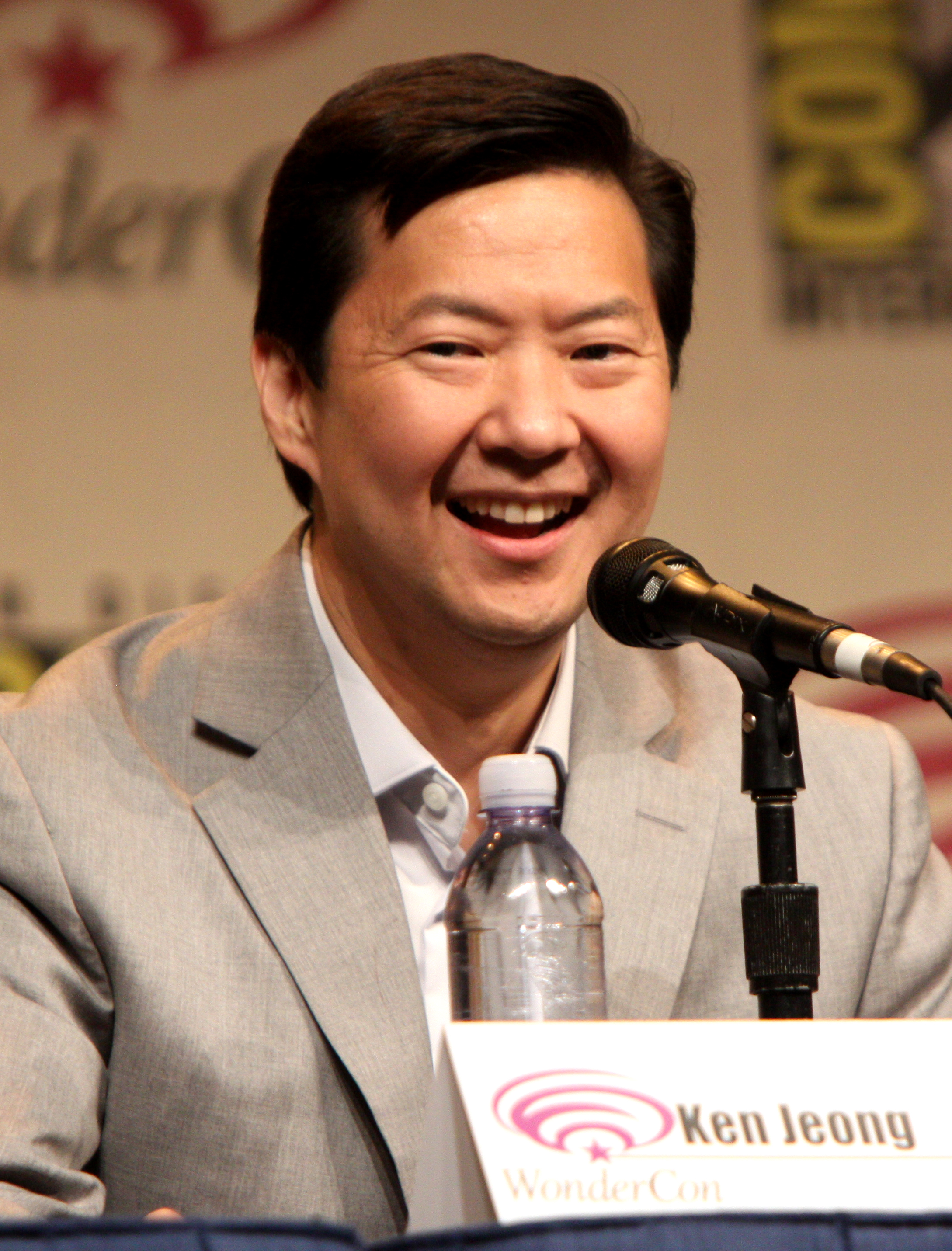
Ken Jeong

Ben Chang (Ken Jeong) alias Señor Chang est l'enseignant d'espagnol de Greendale. Il est complètement fou et n'enseigne finalement pas grand chose à ses étudiants.
Chang apparaît au début de la saison 1 comme un personnage odieux, il est craint par tous les étudiants pour son caractère colérique et imprévisible. Chang ne cache pas son côté glauque : il a des perversions étranges et parle comme un psychopathe. Il surjoue aussi son côté « asiatique déviant » pour mettre les étudiants mal à l'aise. Il est très vantard, se surnommant « El Tigre Chino » mais ce trait de caractère cache en fait de nombreux complexes, comme on le voit dans la saison 2, où il n'est plus enseignant et est devenu étudiant : Chang est asocial, il n'a pas de maison, pas de succès avec les femmes... De repoussant il devient presque attachant dans cette saison car il se comporte comme un enfant, recherchant sans cesse mais de manière maladroite à intégrer le groupe d'étude.
Dans la saison 3, après avoir perdu son travail, Chang vit clandestinement dans les locaux de Greendale. Il devient agent de sécurité mais il prend son job très au sérieux, se prenant pour un détective de série noire. Il prend momentanément la direction de Greendale dans un simulacre de dictature militaire, se faisant appeler « Sergent Chang » et portant un costume de Napoléon. Une fois destitué, il disparait plusieurs mois avant de revenir à Greendale, sans souvenir apparent de ses méfaits passés. Il affirme souffrir de « Changnésie » (il fait de nombreux autres jeux de mots à partir de son nom « chang »), une forme particulière d'amnésie sélective, mais en réalité, il s'agit d'un nouveau plan du doyen Spreck (le doyen de la faculté municipale, en permanente concurrence avec Greendale) pour anéantir la faculté communautaire.

### Craig Pelton

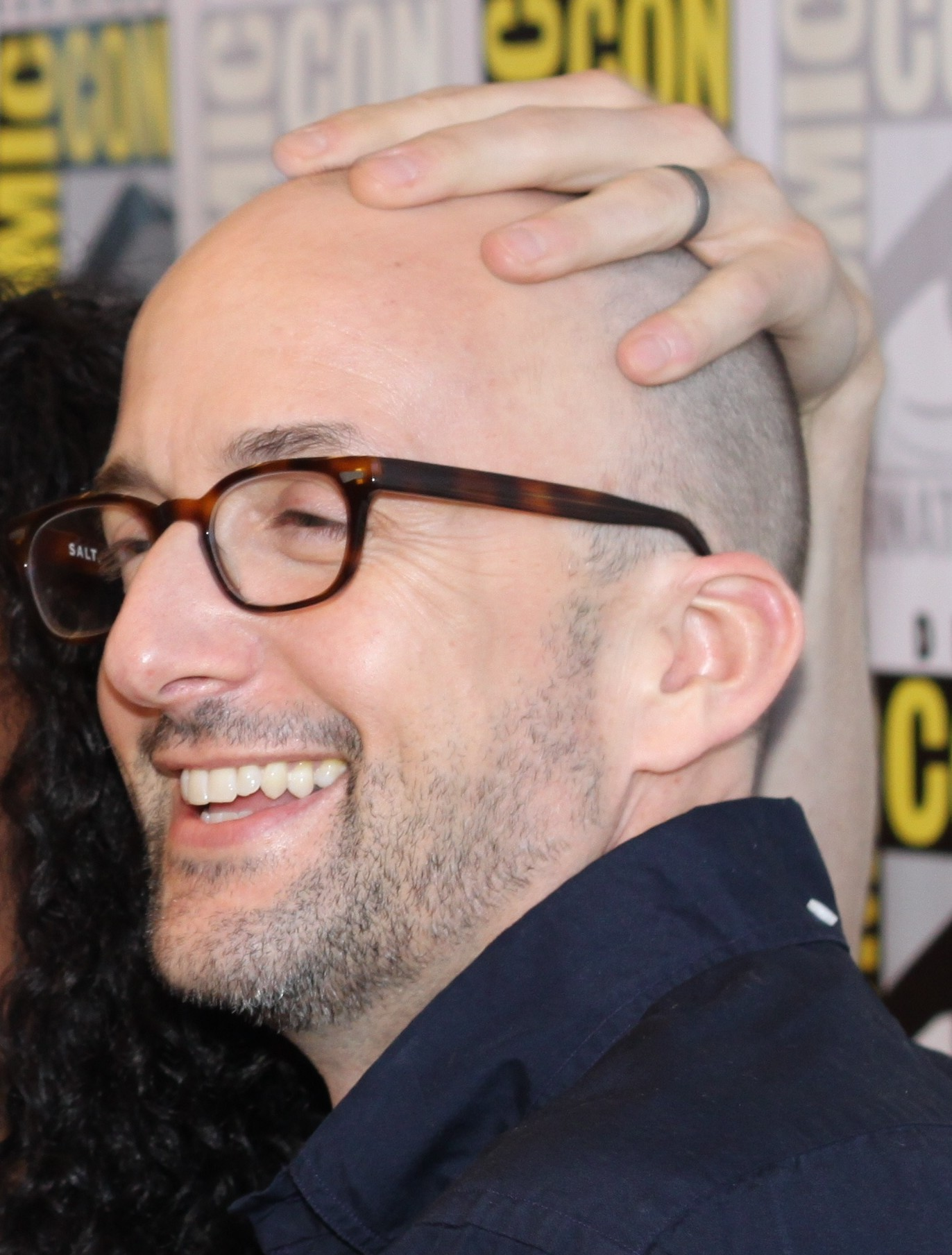
Jim Rash

Craig Pelton (Jim Rash) est le doyen du Greendale Community College, et anciennement l'un de ses enseignants pendant dix ans. Très excentrique, il tente désespérément de faire passer Greendale pour une « vraie » université et passe son temps à organiser des événements dans le but de promouvoir son établissement, qui a mauvaise réputation. Malgré toute sa bonne volonté, tous ces événements sont idiots et contribuent à ridiculiser Greendale, en ruinant son budget au passage. Il fait tout pour paraître politiquement correct (il change notamment le nom de l'équipe sportive « Greendale Grizzlies » (les Grizzlis de Greendale) en « Greendale Human Beings » (les Êtres humains de Greendale), arguant que « la plupart de [ses membres] ont été traités d'animaux toute leur vie »), et affiche un certain racisme candide, basant de nombreuses décisions semblant égalitaires sur des préjugés raciaux.
Sa gestion de l'université est pour le moins erratique, dépensant l'argent de Greendale notamment par l'achat d'une table de juge à 6 000 $ près de la piscine olympique et par l'organisation chaque année d'au moins cinq fêtes étudiantes. Ces fêtes, bals et autres concours sont soit détournés (la fête de fin d'année célébrant les « transférés » dans une vraie fac s'appelle « fête des trans »), soit gâchés (les étudiants massacrent l'établissement lors du concours de paintball dans l'épisode Modern Warfare). Pour entraîner les étudiants dans ses projets fous, le doyen fait sans cesse des appels au micro de la fac et interrompt à mauvais escient le groupe d'étude dans ses réunions. Son autre spécialité est le jeu de mots à partir du mot « doyen » (dean en anglais).
Le doyen a beaucoup de mal à cacher son homosexualité, et on pourrait croire que les fêtes qu'il organise sont à chaque fois un prétexte pour se déguiser en femme, en général des icônes de la pop culture ou des personnages exagérés ou affectés. Il est de plus sujet à un certain fétichisme pour les hommes déguisés en dalmatiens, passion qu'il croit être secrète, mais qui semble largement répandue à travers la faculté. Il a une grande admiration - teintée d'attirance - pour Jeff, et fait régulièrement pression sur lui pour qu'il rejoigne les divers programmes extra-scolaires (le club de débat, le journal de l'université, etc.), ne manquant pas une occasion pour toucher ses muscles.
Dans ses tentatives pour promouvoir son établissement, le doyen apparaît souvent mégalomane, il est prêt à tout pour que les journaux locaux parlent de lui en bien, même si la plupart de ses tentatives échouent. Ce côté du personnage apparaît surtout dans l'épisode 8 de la saison 3, dans lequel il dirige le tournage d'une pub pour Greendale, tournage qui vire au cauchemar à cause de l'exigence du doyen, parodiant au passage les grands réalisateurs de cinéma. Il est remplacé par un sosie au cours de la saison 3, et retenu prisonnier après le « coup d’État » de Chang, il est finalement secouru par le groupe d'étude.

## Personnages secondaires

### Ian Duncan

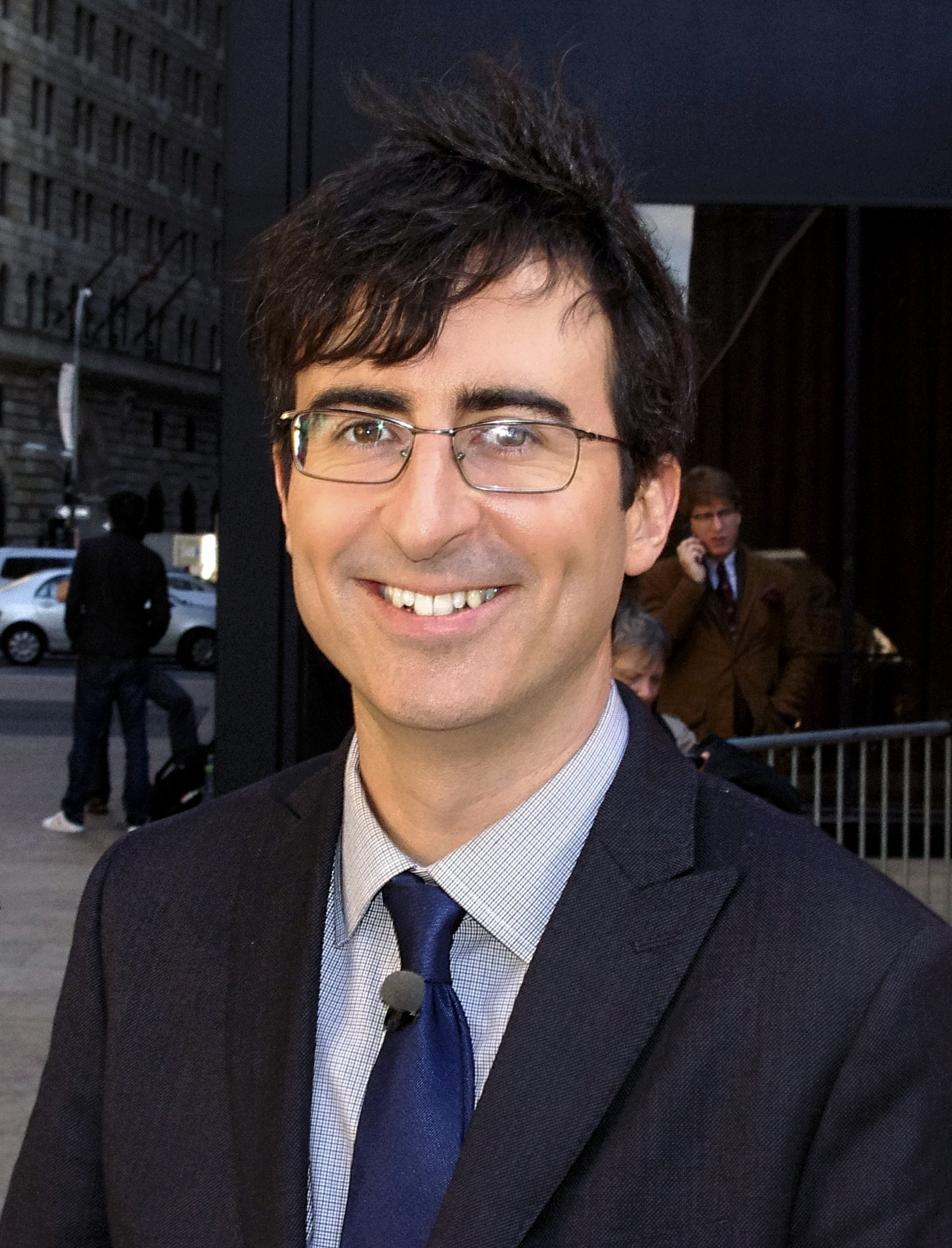
John Oliver

Ian Duncan (John Oliver) est professeur de psychologie à Greendale. Il vient d'Angleterre, ce qui, en plus de son alcoolisme, lui vaut de nombreuses moqueries. Bien que Jeff l'ait autrefois représenté avec succès devant les tribunaux (Jeff a relié sa conduite en état d'ébriété aux attentats du 11 septembre 2001), Duncan refuse de l'aider à tricher aux examens. Il fait bénéficier Britta et tout autre volontaire d'une thérapie gratuite afin d'étayer ses théories bancales sur la psychologie, et il rêve d'écrire un livre à propos d'Abed. Il est en concurrence avec Chang, qui, bien qu'incompétent, peut prétendre au titre de professeur.

### Buzz Hickey
Le professeur Buzz Hickey (Jonathan Banks) enseigne la criminologie et devient le collègue de bureau de Jeff dans la saison 5. Ancien policier, il a perdu son poste et rumine sa colère depuis 15 ans qu'il enseigne à Greendale. Il aide Jeff à faire sa transition d'étudiant à enseignant. Hickey se retrouve malgré lui dans le comité d'aide au sauvetage de Greendale. Abed découvre sa passion secrète : l'écriture de comic-strips sur son personnage, "Jim le Canard".

### Michelle Slater
Michelle Slater (Lauren Stamile) est professeur de statistiques à Greendale. Elle est la petite amie de Jeff dans la saison 1, ce qui la met en concurrence avec Britta. Les deux ne ratent pas une occasion de se lancer des remarques cinglantes.

### Alex «Star-Burns» Osbourne
Alex Osbourne (Dino Stamatopoulos) est surnommé « Star-Burns » (Rouflaquettes dans la version française), ce surnom été créé par Señor Chang lors de son premier cours d'espagnol car il a des favoris en forme d'étoiles. Ce surnom est depuis utilisé par tous les personnages de la série. C'est un dealer. Au cours de la saison 3, il meurt dans l'explosion du labo de méthamphétamine caché dans le coffre de sa voiture. Cependant, on apprend à la fin de la saison qu'il a en fait simulé sa mort et qu'il est vivant.
Il revient dans la saison 5, retrouvé dans les réserves de la faculté, vivant comme un clochard et travaillant sur un projet de voiture tractée par des chats.

### «Fat Neil»
« Fat Neil » (Charley Koontz) est surnommé ainsi à cause de son embonpoint. Il perd le moral à cause de ce surnom insultant qu'il espérait perdre en quittant le lycée. Lors d'une partie de Donjons et Dragons, le groupe d'étude et lui s'unissent contre Pierce pour récupérer l'épée magique et la cape de son personnage volés par Pierce. Dans la troisième saison il se retrouve mêlé à une sombre affaire d'écrasage de patate douce, prise très au sérieux par le groupe d'étude qui s'attèle alors aux rênes d'une lourde enquête policière comme s'il s'agissait d'un assassinat.

### Leonard Briggs
Leonard Briggs (Richard Erdman) est l'étudiant le plus âgé de Greendale (il a plus de 80 ans). Il se comporte pourtant comme un collégien en insultant Jeff ou en intégrant des bandes de délinquants.

### Vaughn Miller
Vaughn Miller (Eric Christian Olsen) est un hippie. Il est sorti avec Britta puis avec Annie avant de quitter Greendale pour lancer sa carrière comme joueur de footbag. La plupart des membres du groupe se moque de lui à cause de ses petits tétons (il est toujours torse-nu) et de ses manières : par exemple il dit toujours trois choses comme « Salut, ça va ? Quoi de neuf ? » au lieu de simplement dire bonjour, il passe son temps à faire du footbag ou encore à écrire des poèmes médiocres en s'accompagnant à la guitare. Il fait des concerts sur le campus qui rencontrent un certain succès. 

### Magnitude
Magnitude (Luke Youngblood) est l'homme des soirées qui apparait pour la première fois dans la saison 2. Il ne s'exprime que par son gimmick « POP, POP ! ». 

### Rachel
Rachel (Brie Larson) est une fille qu'Abed rencontre alors qu'il est déjà dans un double rendez-vous arrangé par Annie et Shirley. Leur relation ne semble pas se développer avant leur deuxième rencontre et qu'elle ne devienne la petite amie d'Abed.